# Viper Club
Viper Club é um filme de drama estadunidense de 2018, dirigido por Maryam Keshavarz e escrito por Keshavarz e Jonathan Mastro. Estrelado por Susan Sarandon, segue a história de uma enfermeira lutando secretamente para libertar seu filho adulto, um jornalista, da captura por um grupo terrorista. Viper Club  terá sua primeira exibição no Festival Internacional de Cinema de Toronto em setembro de 2018 e seu lançamento oficial em 26 de outubro de 2018.

## Enredo
Viper Club segue "uma enfermeira veterana de pronto-socorro lutando secretamente para libertar seu filho adulto, um jornalista, da captura por um grupo terrorista. Depois de encontrar obstáculos com agências do governo, ela descobre uma comunidade clandestina de jornalistas e defensores que podem ajudar ela."

## Elenco
- Susan Sarandon como Helen.
- Edie Falco como Charlotte.
- Matt Bomer como Sam.
- Julian Morris como Andy.
- Lola Kirke como Amy.
- Sheila Vand como Sheila.

## Produção

### Desenvolvimento
Em 21 de março de 2018, foi anunciado que o YouTube Red acabara de terminar a produção de um filme, intitulado Vulture Club, dirigido por Maryam Keshavarz. O filme foi escrito por Keshavarz ao lado de Jonathan Mastro e produzido por Anna Gerb, Neal Dodson e J.C. Chandor. O filme era esperado para ser lançado no final de 2018, antes de ser lançado no YouTube Red.

### Escolha do elenco
Juntamente com o anúncio inicial do filme, foi relatado que o elenco da produção iria ser estrelado por Susan Sarandon, Edie Falco, Matt Bomer, Julian Morris, Lola Kirke e Sheila Vand.

### Filmagem
O filme terminou a fotografia principal em março de 2018.

## Lançamento

### Marketing
Em 10 de setembro de 2018, o trailer oficial do filme foi lançado.

### Exibição inicial
Viper Club terá sua primeira aparição mundial no Festival Internacional de Cinema de Toronto em 10 de setembro de 2018.

### Distribuição
O filme está programado para ser distribuído pela Roadside Attractions e está programado para ser lançado em 26 de outubro de 2018. Após sua exibição teatral, o filme estará disponível para streaming no YouTube Premium.